# LZ 129 Hindenburg
Bản mẫu:Infobox aircraft
LZ 129 Hindenburg (Luftschiff Zeppelin #129; Đăng ký: D-LZ 129) là một chiếc khinh khí cầu cứng chuyên chở hành khách thương mại của Đức, là tàu dẫn đầu của lớp Hindenburg, lớp khí cầu dài nhất và là khí cầu lớn nhất tính theo thể tích.[3] Khí cầu được thiết kế và chế tạo bởi Công ty Zeppelin (Luftschiffbau Zeppelin GmbH) trên bờ Hồ Constance ở Friedrichshafen, Đức, và được điều hành bởi Công ty Hàng không Zeppelin của Đức (Deutsche Zeppelin-Reederei). Khí cầu được đưa vào sử dụng từ tháng 3 năm 1936 cho đến khi nó bị hỏa hoạn phá hủy trong vụ tại nạn 14 tháng sau đó vào ngày 6 tháng 5 năm 1937 trong khi cố gắng hạ cánh xuống Trạm Hàng không Hải quân Lakehurst ở Manchester Township, New Jersey, vào cuối chuyến hành trình xuyên Đại Tây Dương đầu tiên ở Bắc Mỹ trong mùa thứ hai của nó, vụ tai nạn đã cướp đi 36 mạng người. Đây là thảm họa cuối cùng trong lịch sử những thảm họa khinh khí cầu lớn; trước đó là các vụ tai nạn của chiếc R38 của Anh năm 1921 (44 người chết), khí cầu Roma của Mỹ năm 1922 (34 người chết), chiếc Dixmude của Pháp năm 1923 (52 người chết), chiếc R101 của Anh năm 1930 (48 người chết), và USS Akron năm 1933 (73 người chết), bao gồm người dưới mặt đất(không rõ số người chết).
Hindenburg được đặt theo tên của Thống chế Paul von Hindenburg, Tổng thống Đức từ năm 1925 cho đến khi ông qua đời vào năm 1934.

## Thiết kế và chế tạo
Công ty Zeppelin đã đề xuất LZ 128 vào năm 1929, sau chuyến bay vòng quanh thế giới của LZ 127 Graf Zeppelin. Con tàu dài khoảng 237 mét (778 ft) và mang theo 140.000 mét khối (4.900.000 cu ft) hydro. Mười động cơ Maybach dùng để cung cấp năng lượng cho năm chiếc xe động cơ song song (một kế hoạch từ năm 1930 chỉ cho thấy sẽ có bốn động cơ). Tuy nhiên, sau khi thảm họa khí cầu R101 của Anh xảy ra đã khiến Công ty Zeppelin xem xét lại việc sử dụng hydro, do đó phải loại bỏ LZ 128 để chuyển sang một khinh khí cầu mới được thiết kế để sử dụng heli, đó là LZ 129. Các kế hoạch ban đầu dự kiến LZ 129 có chiều dài 248 mét (814 ft), nhưng 11 mét (36 ft) đã được thả xuống từ đuôi để cho phép con tàu nằm gọn trong Xưởng chứa máy bay Lakehurst số 1.
Việc sản xuất các bộ phận của khí cầu bắt đầu vào năm 1931, nhưng việc xây dựng Hindenburg đã không bắt đầu cho đến tháng 3 năm 1932. Sự chậm trễ phần lớn là do Daimler-Benz đã phải thiết kế và tinh chỉnh động cơ diesel LOF-6 để giảm trọng lượng trong khi đáp ứng các yêu cầu đầu ra do Công ty Zeppelin đặt ra.
Hindenburg có cấu trúc duralumin, kết hợp 15 vách ngăn chính giống như bánh xe Ferris dọc theo chiều dài của nó, với 16 túi khí bông được lắp giữa chúng Các vách ngăn được giằng với nhau bằng các dầm dọc đặt xung quanh chu vi của chúng. Lớp da bên ngoài của khí cầu được làm bằng bông pha tạp chất phản chiếu nhằm mục đích bảo vệ các túi khí bên trong khỏi bức xạ, trong đó có cả tia cực tím (có thể làm hỏng túi khí) và tia hồng ngoại (có thể khiến túi khí quá nóng).
Các tế bào khí được tạo ra bằng một phương pháp mới do Goodyear tiên phong sử dụng nhiều lớp mủ cao su được hồ hóa thay vì goldbeater's skins như trước đây. Năm 1931, Công ty Zeppelin đã mua 5.000 kg (11.000 lb) duralumin được trục vớt từ đống đổ nát của vụ tai nạn tháng 10 năm 1930 của khí cầu Anh R101.[5]
Nội thất bên trong của Hindenburg được thiết kế bởi kỹ sư Fritz August Breuhaus, người có kinh nghiệm thiết kế cho Tập đoàn Pullman, đồng thời cũng là người thiết kế các tàu viễn dương và tàu chiến của Hải quân Đức. [6] Boong "A" phía trên chứa các khu hành khách nhỏ ở giữa được bao bọc bởi các phòng công cộng lớn: nhà ăn đến cảng và phòng khách và phòng viết (tiếng Anh: writing room) ở mạn phải.  Những bức tranh trên tường phòng ăn miêu tả những chuyến đi đến Nam Mỹ của Ferdinand von Zeppelin. Một bản đồ thế giới cách điệu bao phủ bức tường của phòng chờ. Các cửa sổ dài nghiêng chạy theo chiều dài của cả hai sàn. Những hành khách dự kiến sẽ dành phần lớn thời gian của họ ở các khu vực công cộng, thay vì các cabin chật chội của họ.[7]
Boong "B" phía dưới có các phòng vệ sinh, sảnh lộn xộn cho phi hành đoàn và phòng hút thuốc. Harold G. Dick, một đại diện người Mỹ từ Công ty Goodyear Zeppelin, Lưu trữ ngày 27 tháng 9 năm 2012 tại Wayback Machine [8] nhớ lại "Lối vào duy nhất vào phòng hút thuốc, được điều áp để ngăn chặn việc tiếp nhận bất kỳ khí hydro rò rỉ nào, trước hết phải đi qua quán bar, nơi có cửa khóa khí xoay, và tất cả hành khách khởi hành đều được quản lý quán bar kiểm tra và xem xét kỹ lưỡng để đảm bảo rằng họ không châm thuốc lá hay tẩu thuốc.[9][10]